# Chicago Times
O Chicago Times foi um jornal em Chicago de 1854 a 1895, quando se fundiu com o Chicago Herald, para se tornar o Chicago Times-Herald. O Times-Herald efetivamente desapareceu em 1901 quando se fundiu com o Chicago Record para se tornar o Chicago Record-Herald.
O Times foi fundado em 1854 por James W. Sheahan, com o apoio do democrata e advogado Stephen A. Douglas, e foi identificado como um jornal pró-escravidão. Em 1861, depois que o jornal foi comprado pelo jornalista democrata Wilbur F. Storey, o Times começou a defender o ponto de vista de Copperhead, apoiando os democratas do sul e denunciando as políticas de Abraham Lincoln. Durante a Guerra Civil, o general Ambrose Burnside, chefe do Departamento de Ohio, suprimiu o jornal em 1863 por causa de sua hostilidade à causa da União, mas Lincoln suspendeu a proibição quando recebeu a notícia.
Storey e Joseph Medill, editor do Chicago Tribune, de tendência republicana, mantiveram uma forte rivalidade por algum tempo. Em 1888, o jornal viu a breve adição de Finley Peter Dunne à sua equipe. Dunne era um colunista cujas sátiras de Dooley lhe renderam reconhecimento nacional. Depois de apenas um ano, Dunne deixou o Times para trabalhar para o rival Chicago Tribune.
Em 1895, o Times tornou-se o Chicago Times-Herald após uma fusão com o Chicago Herald, um jornal fundado em 1881 por James W. Scott. Após a morte repentina de Scott nas semanas seguintes à fusão, H. H. Kohlsaat assumiu o novo papel. Ele mudou sua direção de uma publicação "democrática" para uma "republicana independente". Apoiou políticas de "dinheiro sólido" (contra prata grátis) nas eleições de 1896.
Kohlsaat comprou o Chicago Record do editor do Chicago Daily News Victor F. Lawson em 1901 e o fundiu com o Times-Herald para formar o Chicago Record-Herald. Frank B. Noyes adquiriu um interesse no novo jornal na época e serviu como publisher, com Kohlsaat como editor.